# Szorstkogonek wydłużony
Szorstkogonek wydłużony (Liogluta longiuscula) – gatunek chrząszcza z rodziny kusakowatych i podrodziny rydzenic. Zamieszkuje Europę, Afrykę Północną oraz zachodnią i środkową część Azji.

## Taksonomia
Gatunek ten opisany został po raz pierwszy w 1802 roku przez Johanna L.Ch.C. Gravenhorsta pod nazwą Aleochara longiuscula.

## Morfologia
Chrząszcz o wydłużonym ciele długości od 3,4 do 4 mm. Wierzch ciała jest błyszczący, niezbyt gęsto punktowany, porośnięty rozproszonymi, dość długimi, nieco podniesionymi włoskami. Głowa jest czarna, zaokrąglona, o niepełnym obrzeżeniu skroni. Czułki są smukłe, czarne. Przedplecze jest czarne, nieco szersze od głowy, lekko poprzeczne. Pokrywy mają ubarwienie brązowożółte z zaczernionymi okolicą tarczki i kątami zewnętrznymi. Mierzone wzdłuż szwu są tak długie jak przedplecze. Kolor smukłych odnóży jest brązowożółty z przyciemnionymi udami. U tylnej pary stóp człon pierwszy nie jest dłuższy od drugiego. Odwłok jest czarny. Tylko trzy początkowe tergity mają u podstawy wyraźne wgłębienia poprzeczne. U obu płci pierwszy tergit jest pośrodku silnie ziarenkowany. U samca szósty tergit ma grubo ziarenkowaną powierzchnię oraz płasko zaokrągloną tylną krawędź. U samicy szósty sternit ma krawędź tylną prostą do płasko zaokrąglonej.

## Ekologia i występowanie
Owad ten zasiedla lasy. Bytuje w ściółce, pod opadłymi liśćmi, napływkami, kamieniami oraz w owocnikach hub.
Gatunek palearktyczny. W Europie znany jest z Portugalii, Hiszpanii, Irlandii, Wielkiej Brytanii, Francji, Belgii, Luksemburga, Holandii, Niemiec, Szwajcarii, Austrii, Włoch, Danii, Szwecji, Norwegii, Finlandii, Estonii, Łotwy, Litwy, Polski, Czech, Słowacji, Węgier, Ukrainy, Rumunii, Bułgarii, Albanii, Grecji i europejskiej części Rosji. W Afryce Północnej notowany z Maroka, Algierii, Tunezji i Egiptu. W Azji podawany jest z syberyjskiej części Rosji, Gruzji, Azerbejdżanu, anatolijskiej części Turcji, Cypru, Iranu i Afganistanu.
Należy do subdominantów w zgrupowaniach kusakowatych borów świerkowych Karpat Wschodnich.